# HMCS Nootka (R96)
Lo HMCS Nootka (pennant number R96, poi DDE213) fu un cacciatorpediniere della Royal Canadian Navy appartenente alla classe Tribal, entrato in servizio nell'agosto 1946.
Impostato in piena seconda guerra mondiale ma entrato in servizio dopo la conclusione delle ostilità, il cacciatorpediniere operò da Halifax principalmente come unità per l'addestramento; tra il gennaio e il luglio 1951, e poi ancora tra il febbraio e il novembre 1952, il Nootka fu dispiegato operativamente nelle acque della penisola coreana per prendere parte agli scontri della guerra di Corea. Radiato dal servizio attivo nel febbraio 1964, il cacciatorpediniere fu infine avviato alla demolizione nel 1965.

## Storia
Ordinata ai cantieri della Halifax Shipyard di Halifax nell'aprile 1941, la nave venne impostata il 20 maggio 1942 e quindi varata il 20 aprile 1944 con il nome di HMCS Nootka in onore dell'omonimo popolo di nativi canadesi. L'unità entrò ufficialmente in servizio il 7 agosto 1946, facendo base ad Halifax e venendo impiegata come unità di addestramento lungo la costa orientale del Canada e nelle acque del Mar dei Caraibi; tra l'agosto del 1949 e l'agosto del 1950 l'unità fu riportata in cantiere per cambiare le dotazioni di bordo ed essere convertita in un cacciatorpediniere di scorta.
Dopo lo scoppio della guerra di Corea, il 25 novembre 1950 il Nootka lasciò Halifax per unirsi alle forze navali delle Nazioni Unite impegnate contro la Corea del Nord; passato il canale di Panama, il cacciatorpediniere arrivò nelle acque della penisola coreana il 14 gennaio 1951. Dopo essere rientrato ad Halifax il 21 agosto 1951 per un turno di riposo e manutenzione, il Nootka ripartì per la Corea il 30 dicembre seguente per svolgere un secondo turno di servizio, rimanendo in zona di operazioni fino al 9 novembre 1952. Nel corso dei suoi due dispiegamenti operativi, il Nootka fornì scorta ai gruppi navali alleati, pattugliò le acque della penisola bloccando i porti e intercettando il naviglio leggero impegnato nella pesca o nella posa di mine navali, ed effettuò vari bombardamenti delle postazioni nemiche lungo la costa orientale della Corea, battagliando spesso con l'artiglieria costiera nordcoreana. L'unità rientrò infine ad Halifax il 17 dicembre 1952 passando per l'oceano Indiano, il canale di Suez, il mar Mediterraneo e l'oceano Atlantico, divenendo la seconda unità nella storia della Royal Canadian Navy a completare l'intera circumnavigazione del globo.
Dopo essere tornato in cantiere dal gennaio 1953 al dicembre 1954 per sottoporsi a estesi lavori di modernizzazione, il Nootka tornò al suo tradizionale ruolo di unità addestrativa di base da Halifax, senza essere coinvolto in eventi particolari. Radiato dal servizio il 6 febbraio 1964, lo scafo fu venduto per la demolizione e quindi smantellato l'anno seguente a Faslane in Scozia.